# 山田高弘
山田 高弘（やまだ たかひろ、1983年4月3日 - ）は、日本の作曲家、編曲家、ベーシスト、ギタリスト。
京都府出身。血液型はB型。中西亮輔のアシスタントを経て、作曲家・演奏家としての活動を始める。主に声優への楽曲提供や、アニメソング、ゲームミュージックを手掛けている。
2020年現在は、研音系列のエムシーキャビン音楽出版に所属する。

## 主な楽曲

### 音楽プロデュース
- 『First Sweet Wave[6]』（楠田亜衣奈）
- 『Next Brilliant Wave[7]』（楠田亜衣奈）

### 作詞・作曲・編曲
- 理想郷物語【ユートピアモノガタリ】（イヤホンズ）
- 僕らの自由（美郷あき）[8]
- 走りだそう!（天使真央（内田真礼）、皇紫音（三森すずこ）、天使恵（宮本侑芽）、綺羅々・バーンシュタイン（荒川ちか））
- トドケ ミライ！（楠田亜衣奈）（作詞は楠田亜衣奈と共作）
- オーマイダーリン（楠田亜衣奈）（作詞はENA☆と共作）

### 作詞・作曲
- Heart's cry（楠田亜衣奈）（作詞はENA☆と共作）
- HO▽HOLIDAY[注 1]（楠田亜衣奈）（作詞は岡田マリアと共作）
- 夢のつぼみ（楠田亜衣奈）（作詞はPA-NONと共作）

### 作曲・編曲
- Best mark smile（茅原実里）[9]
- ダリア（平野綾）[10]
- ベストパートナー（篠ノ之箒（日笠陽子））
- 希望の証明（『カードファイト!! ヴァンガード キャラクターソングアルバム スタンドアップ!ザ・ソング!!』収録、櫂トシキ（佐藤拓也））
- アップデイトご一緒に（『TVアニメ『氷菓』ラジオ「古典部の屈託」テーマソングCD』収録、千反田える（佐藤聡美）/福部里志（阪口大助））
- 誰にだって（『TVアニメ『機動戦士ガンダムAGE』キャラクターソングアルバム Vol.1』収録、ラーガン・ドレイス（羽多野渉））
- アッパレ誠凛DAYS（『TVアニメ『黒子のバスケ』キャラクターソング SOLO SERIES Vol.8』収録、小金井慎二（江口拓也））
- キミのなかのワタシ（TVアニメ『探偵オペラ ミルキィホームズ Alternative ONE 〜小林オペラと5枚の絵画〜』 EDテーマ、ミルキィホームズ & SV TRIBE（美郷あき、遠藤正明、きただにひろし））
- ロッカールームから明日を叫べ（『TVアニメ『黒子のバスケ』キャラクターソング SOLO SERIES Vol.11』収録、笠松幸男（保志総一朗））
- BLAZE MOMENT〜紅蓮浄歌〜（佐咲紗花）
- STILL ALIVE!（『TVアニメ『八犬伝―東方八犬異聞― 』キャラクターソングアルバムVol.1』収録、犬田小文吾 （寺島拓篤））
- 冷たい炎（前田敦子）
- 未来形POWER（篠ノ之箒（日笠陽子））
- SNOW DOME（『聖剣使いの禁呪詠唱<ワールドブレイク> イメージソングミニアルバム』収録、漆原静乃 （悠木碧））
- POWER FOR LIFE（楠田亜衣奈）
- 恋に新参!（TVアニメ『AKIBA'S TRIP -THE ANIMATION-』第7話EDテーマ、中川翔子）
- Fleur（雪花ラミィ）

### 作曲
- ミーチャイキュットンティーガプリウテグバンコ（イヤホンズ）
- Good smile season（麻生夏子）[11]
- 君の季節（寺島拓篤）
- 僕らのLIVE 君とのLIFE（μ's）
- Snow halation（μ's）
- 愛してるばんざーい！（μ's）
- LOVELESS WORLD（μ's）
- なってしまった！（μ's）[12]
- 雪月花（『Home Town』収録、キム・ボム）
- 勝利のキズナ（ミルキィホームズ）
- Good Day（水野佐彩）
- 私だけを見て（『ちゅーぶら!! キャラクターソング 天原清乃』収録、天原清乃（日笠陽子））
- Girl Mode Japan（『ちゅーぶら!! キャラクターソング神宮寺弥子』収録、神宮寺弥子（寿美菜子））
- Together As One（『STILL I RISE』収録、BRIDGET）
- First Sweet Wave（楠田亜衣奈）
- Infinite Memories（楠田亜衣奈）
- 恋愛対象Countdown（楠田亜衣奈）
- 内気なバービー（楠田亜衣奈）
- Nameless mind（楠田亜衣奈）
- 硝子のバタフライ（楠田亜衣奈）
- 進化系HEROINE（楠田亜衣奈）
- My yesterdays（楠田亜衣奈）
- magic（楠田亜衣奈）
- ウェルカム・フューチャー（TVアニメ『CHEATING CRAFT』エンディングテーマ、楠田亜衣奈）
- Glossy World（マキナＸ(三森すずこ)）
- 我らの声で蹴っ飛ばせ！（ライブレボルト）
- LOVE STOIC（OVA『ストライク・ザ・ブラッド IV』エンディングテーマ、種田梨沙）
- Voice（Cyntia）※YUI、AYANO、志鎌克彦と共作
- story time（メディアミックス『ホロライブ・オルタナティブ』2ndティザーPV主題歌、Star Flower［星街すいせい、AZKi、Moona Hoshinova、IRyS］）

### 編曲
- Jewelry day（入野自由）[13]
- 地図にない場所（『vivid』収録、入野自由）[14]
- Peppy Hopper!!（『vivid』収録、入野自由）[14]
- ここから（伊藤かな恵）
- nonstop（岡本信彦）
- 1994年の雷鳴（AKB48チームサプライズ）
- 突進少女（アイドリングNEO）
- ガールズトーク 薔薇組（番組挿入歌）
- 終わらない二人の物語（喜多修平）
- キラメキラキラ☆（『TVアニメ『スタミュ』ミュージカルソングシリーズ☆SHOW TIME 8☆』収録、戌峰誠一郎（興津和幸）×卯月晶（松岡禎丞））

### 劇中音楽
- Webアニメ『Bonjour♪恋味パティスリー』（2014年）
- TVアニメ『中間管理録トネガワ』（2018年）

## 出演
- マット安川のずばり勝負（ラジオ日本、2011年12月9日） - 「ずばり生電話」ゲスト出演[3]
- オールナイトフジコ（フジテレビ、2023年11月11日）